# Похороны патриарха Владимира (Романюка)
Похороны патриарха Владимира (Кровавый или Чёрный вторник, Второе Софийское побоище) — массовые беспорядки в центре Киева 18 июля 1995 года, вызванные самовольным решением неканонической УПЦ КП о захоронении её бывшего предстоятеля патриарха Владимира на территории Софийского собора, а также жестокими действиями ультраправой организации УНА-УНСО, сотрудников специального подразделения милиции «Беркут» и бойцов Внутренних войск МВД Украины.

## Предпосылки
14 июля 1995 года Патриарх Киевский и всея Руси-Украины УПЦ КП Владимир I был найден мёртвым. 17 июля прошло его отпевание, а руководство Киевского патриархата решило похоронить умершего 18 июля на территории Софийского собора. Со стороны правительства погребением занимался вице-премьер-министр Иван Курас, который не предоставил разрешения на погребение, мотивируя это тем, что собор Святой Софии — историко-архитектурный памятник под охраной ЮНЕСКО и предложил похоронить Владимира на Байковом кладбище. Представители Украинской православной церкви Киевского патриархата согласились на это предложение. Для захоронения было выделено почётное место на центральной аллее, рядом с могилой Михаила Грушевского. В качестве запасного варианта рассматривалась возможность захоронения во Владимирском соборе.
По словам Евгения Марчука, 17 июля Леонид Кучма в присутствии Марчука и одного из руководителей парламента дал команду не допустить похорон Патриарха на территории собора Святой Софии, поскольку УПЦ КП «была в немилости у Администрации Президента».

## Похороны
18 июля, в день похорон, президент Украины Леонид Кучма отбыл в Белоруссию, а премьер-министр Украины Евгений Марчук находился в служебной поездке по Киевской области. В это же время министр внутренних дел Украины Юрий Кравченко доложил об отсутствии каких-либо обострений и подтвердил договорённость о захоронении на Байковом кладбище.
К 10 часам 18 июля была выкопана могила на Байковом кладбище, но в то же время представители УПЦ КП выкопали могилу возле Трапезной церкви Михайловского Златоверхого монастыря, что, по мнению церковного историка Владислава Петрушко, является доказательством того, что сторонники Филарета не собирались следовать достигнутым договорённостям.
Около 12 часов (по другой версий, около 11 часов), прервав заупокойную литургию, иерархи УПЦ КП собрались на Епископский собор, на котором было решено провести захоронение на территории Софийского собора. Филарет аргументировал это решение настроем мирян и духовенства, но, по утверждению Евгения Марчука, решение об изменении направления движения принимали Леонид Кравчук и Николай Поровский. По свидетельству начальника Старокиевского РУВД, Кравчук прямо во время отпевания говорил: «Всё равно похороним в Софии!»[уточнить], а уже во время побоища на Софиевской площади заявил, что всё это подарок к годовщине инаугурации Кучмы.
В 14 часов заупокойное богослужение было окончено, и траурная процессия вышла на Владимирскую улицу, только тогда уведомив правительство о принятом решении. Уведомление было получено в 14 часов 15 минут. Евгений Марчук поручил провести переговоры с представителями УПЦ КП о возможном переносе похорон на 19 июля, но толпу было уже не остановить. На Владимирской улице процессию ждал милицейский кордон, который отказался пропустить её, несмотря на призывы лидеров шествия. По данным Александра (Драбинко), потасовку начал один из священников УПЦ КП, ударив милиционера крестом по лицу. В ответ на попытку прорыва кордона членами УНА-УНСО бойцы «Беркута» применили резиновые дубинки и слезоточивый газ, что, однако, не помогло. Один из членов УНА-УНСО, принимавший участие в тех событиях, Игорь Мазур (Тополя) заявлял, что унсовцам удалось дойти до Софиевской площади, потому что в рядах милиции было очень много выходцев из Западной Украины, сочувствующих праворадикалам. Петрушко отмечает, что сопротивление милиции было слабым, предполагая, что в рядах «исполнительных властных структур» нашлись сторонники лидеров процессии.
Прорвав кордон, процессия дошла до Софиевского собора, но остановилась перед воротами, которые были закрыты и подпёрты грузовиками. Около 16 часов 30 минут активисты УНА-УНСО начали рыть могилу прямо на тротуаре, ломая асфальт. В 19 часов 20 минут, когда тело уже было засыпано землей, бойцы отрядов специального назначения вышли из ворот храма и начали «зачищать» площадь, избивая людей. По утверждению УНА-УНСО, такую команду первый отдал заместитель начальника ГУ МВД в городе Киеве Будников, а кто-то из толпы выкрикнул «Натовп бити — унсовців калічити!» (укр. «Бить толпу – калечить унсовцев!»). По свидетельству одного из операторов УТ-1, до того как один из унсовцев проломил голову милиционеру «всё было более-менее нормально, но после этого милиция озверела». Активисты УНА-УНСО бились не менее ожесточённо, работая камнями, лопатами и ломиками.
Некоторое время члены УНА-УНСО вместе с верующими сдерживали натиск милиции, однако впоследствии площадь была заполнена сотрудниками милиции, которые, по свидетельствам очевидцев, били лежачих людей и рвали украинские флаги. Около 22 часов кордон милиции вокруг могилы был снят, участники процессии смогли засыпать её землёй. Всех задержанных доставили в Шевченковский районный отдел милиции, где, по утверждению УНА-УНСО, в отношении них были применены пытки. Вице-премьер Роман Шпек позже заявил, что Марчук отдал распоряжение отпустить на свободу всех задержанных почти сразу после побоища.

## Расследование и реакция
Прокуратурой города Киева было возбуждено уголовное дело, расследование которого завершилось в мае 1996 года. Следствие пришло к выводу об отсутствии в действиях сотрудников «Беркута» и Будникова признаков преступления и поэтому уголовное дело было закрыто.
Президент Украины Леонид Кучма заявил, что не знал об избиении людей и переложил всю ответственность на премьер-министра Евгения Марчука. Тот, в свою очередь, возложил ответственность на президента, заявив, что тот вечером 18 июля вернулся на Украину, однако поехал не в Администрацию Президента, а в Конча-Заспу. Произошедшее было подвергнуто жестокой критике и освещено на европейских телеканалах. В августе 1995 года Архиерейский собор Украинской православной церкви назвал эти события провокацией, подтвердившей, что Киевский патриархат является политической, а не религиозной организацией.
18 июля 2005 года на Софийской площади состоялась организованная УНСО акция памяти кровавых событий 1995 года.